# 尾道市歌
「尾道市歌」（おのみちしか）は、日本の広島県尾道市でかつて制定されていた市歌である。作詞・二宮苔石、作曲・鈴木哲夫。

## 解説
1937年（昭和12年）4月、御調郡栗原町と吉和村を編入合併して市域を拡大したことを記念して制定された。歌詞は懸賞募集に拠り、久保尋常小学校の訓導であった二宮苔石（憲樹、1900年 - 1970年）の応募作が採用されたものである。制定時にテイチクが藤山一郎の歌唱をA面、大阪毎日新聞（現在の毎日新聞大阪本社）選定の流行歌で美ち奴が歌唱する「三原をとめ」をB面に吹き込んだSP盤（規格品番：特0184）を製造している。
歌詞は全4番から成るが、3番に「皇国（すめらみくに）の」と大時代的な語句を含むことが問題視されたため戦後に該当箇所を「民主日本の」へ改訂、もしくは3番自体を削除して紹介されている。その後、1958年（昭和33年）には市制60周年を記念して現行の「尾道市民の歌」（作詞：武村好郎、作曲：高木東六）が新たに作られて代替わりし、初代「尾道市歌」は廃止された。